# L’Univers

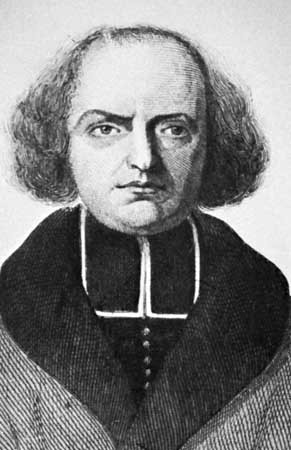
Jacques-Paul Migne

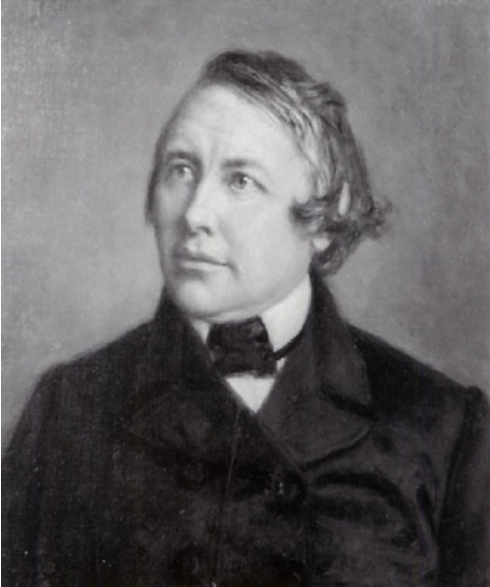
Charles de Montalembert, George Peter Alexander Healy 1855

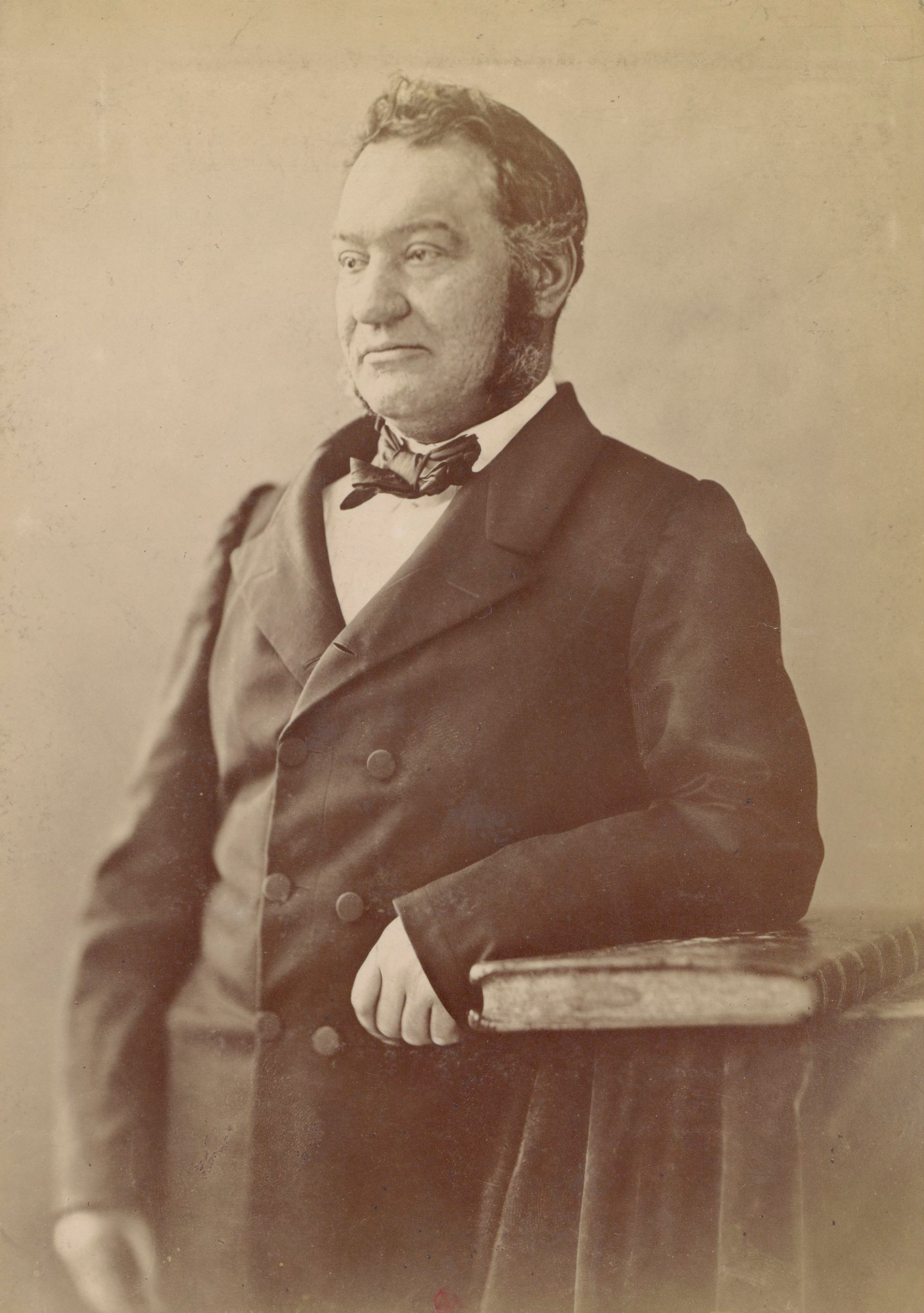
Louis Veuillot

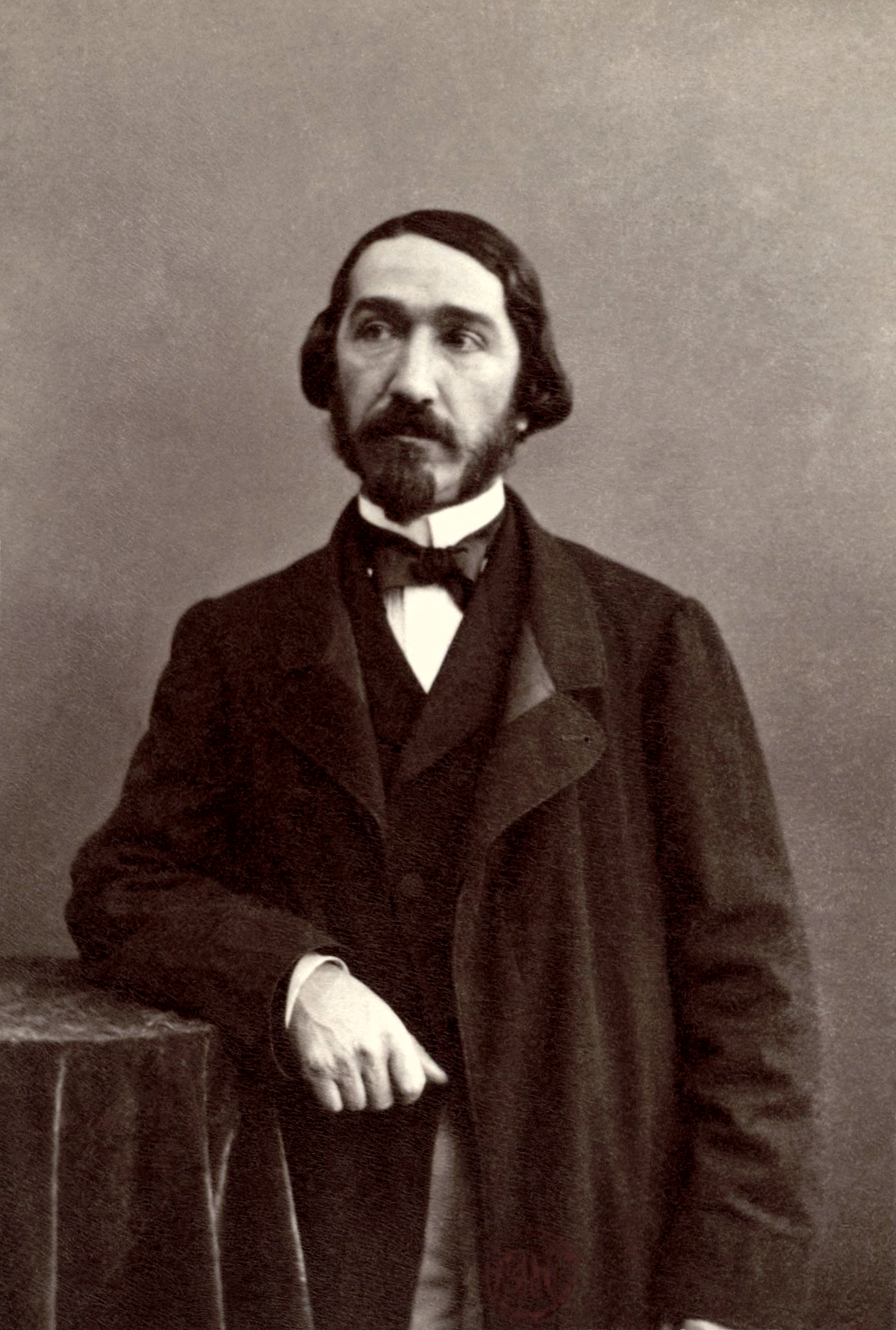
Eugene Veuillot

L’Univers war eine französische katholische Tageszeitung, die 1833 von Abbé Jacques-Paul Migne gegründet und 1919 eingestellt wurde.
Die Zeitung wurde 1838 vom Grafen de Montalembert gekauft und ab 1840 unter der Leitung von Louis Veuillot, einem begabten Polemiker, zum Organ der „katholischen Partei“. Nach Rom ausgerichtet und für die weltliche Macht des Papstes, gegen die Italienpolitik Napoleons III. und während des Zweiten Kaiserreichs verboten, folgte sie während der Dritten Republik der legitimistischen (das heißt bourbonentreuen) Entwicklung Louis Veuillots. Das Ralliement (die Annäherung an die Republik) erfolgte dann unter der Leitung von Eugène Veuillot.

## Geschichte

### Montalembert
Die ursprünglich L’Univers religieux genannte Zeitung wurde im November 1833 von Abbé Migne, dem Herausgeber der Patrologia Latina, gegründet. Dieser übertrug den Titel zwei Jahre später an Emmanuel Joseph Bailly (auch Emmanuel-Joseph Bailly de Surcy genannt). Bereits 1838 befand sich L’Univers in einer finanziellen Krise und drohte, Konkurs anzumelden. Der Graf Charles de Montalembert, Mitglied der Pairskammer, einer der Förderer des liberalen Katholizismus und ehemaliger Redakteur von Félicité de Lamennais’ Zeitung L’Avenir, die 1832 von Papst Gregor XVI. verurteilt worden war, machte sich daran, den Titel zu retten. Mit der Hilfe seines Schwiegervaters Félix de Mérode nahm er einen Kredit auf, um die Schulden der Zeitung zu decken, und übernahm anschließend die Redaktion.
Die Übernahme von L’Univers durch den Grafen de Montalembert steht im Zusammenhang mit dem Versuch eine einheitliche „katholische Partei“ zu gründen, den Montalembert ab 1837 unternahm. Diese sollte die religiösen und politischen Freiheiten erlangen, die die Männer von L’Avenir seit 1830 gefordert hatten (Vereinsfreiheit für Orden und Lehrfreiheit).
Im Jahr 1839 hatte L’Univers jedoch nur etwa 1500 Abonnenten. Montalembert stieß nämlich sowohl auf die Ablehnung der legitimistischen Katholiken, die von Montalemberts Liberalismus abgeschreckt waren, als auch auf die fehlende Unterstützung der französischen Bischöfe, die noch von legitimistischen Ideen beherrscht wurden, als auch auf die Vorbehalte der Liberalen nach der Verurteilung von L’Avenir.

### Louis Veuillot
1840 begann Louis Veuillot seine Mitarbeit bei L’Univers. In den folgenden vierzig Jahren war die Geschichte der Zeitung eng mit den Kämpfen verbunden, die Veuillot unermüdlich führte, zunächst an der Seite der Liberalen in der Julimonarchie, der Klerikalen und des sozialen Katholizismus im Zweiten Kaiserreich und schließlich der Legitimisten in der Dritten Republik.
Die Mäßigung der Leitung des L’Univers verblasste schnell mit Louis Veuillot, der kurz davor zum ultramontanen Katholizismus konvertiert und ein exzessiver und gewalttätiger Polemiker war. Allerdings blieben die Kassen immer noch leer und erst Eugène Taconet, ein bedeutender Hersteller von Militärausrüstung und Freund der Zeitung, stellte Geld zur Verfügung und wurde nun zum Direktor für administrative und finanzielle Dinge.
Im Februar 1843 fusionierte sie mit L’Union catholique. Sie verteidigte die klassischen Themen der Lehre, die seit 1830 von Lamennais entwickelt wurden, vor allem das Thema der Religionsfreiheit. In politischer Hinsicht befürwortet der Titel eine gemäßigte konstitutionelle Monarchie.
Die ultramontane und liberale Ausrichtung des Titels sowie die Persönlichkeit Veuillots, der oft beleidigend und verleumderisch war, schadeten der Zeitung: Sie wurde sowohl vom gallikanischen Klerus (insbesondere dem Erzbischof von Paris, Denys Affre) als auch von den römischen Behörden vielfach kritisiert. In Rom wurde sie als Organ des Laizismus betrachtet und verdächtigt, dem Regime von König Louis-Philippe I. feindlich gesinnt zu sein, und sie geriet in päpstliche Opposition: Der Titel wurde mehrmals im Kirchenstaat beschlagnahmt.
Trotz der Exzesse Veuillots, die sie privat missbilligten, behielten die Liberalen in der Tat ihre offizielle Unterstützung für die Zeitung bei, und zwar im Rahmen des gemeinsamen Kampfes der französischen Katholiken für die Lehrfreiheit, für den die Zeitung eine wirksame Speerspitze darstellte. Auch der Versuch Montalemberts, Veuillot zu zügeln, scheiterte zumindest teilweise. Zwar wurde 1843 mit Charles de Coux ein neuer Direktor berufen, Veuillot blieb aber Chefredakteur.
1844 unterstützt Veuillot vehement den Abbé Combalot, der zu 15 Tagen Gefängnis verurteilt wurde, weil er eine Broschüre gegen das Monopol der Universität veröffentlicht hatte. L’Univers und Veuillot wurden vor ein Assisengericht gestellt. Veuillot wurde im August 1844 zu 3000 Francs Geldstrafe und einem Monat Gefängnis verurteilt.
Die Spaltung der „katholischen Partei“ zeichnete sich bereits 1847 ab, als Montalembert gegen die „extremen Ansichten“ Veuillots die Partei des Abbé Dupanloup ergriff. Als 1850 das Falloux-Gesetz verabschiedet wurde, das die Freiheit des Sekundarunterrichts in Frankreich gewährte, wurde der Bruch zwischen Veuillot und den von Montalembert angeführten Liberalen besiegelt: Veuillot lehnte das Gesetz ab, weil es seiner Meinung nach für Katholiken und den kongregationalistischen Unterricht nicht ausreichte. Auch wenn L’Univers auf Wunsch von Papst Pius IX. das Gesetz im Mai 1850 schließlich billigte, bedeuteten diese Spaltungen das Ende der einheitlichen „katholischen Partei“, deren Organ L’Univers war.

## Zweites Kaiserreich
Nach einer Zeit des Zögerns verurteilten die meisten liberalen Katholiken das Zweite Kaiserreich, ein autoritäres Regime, im Namen der Freiheiten und zogen sich aus der politischen Aktion zurück. Veuillot hingegen unterstützte das Kaiserreich vorbehaltlos und schloss sich den Anhängern der Ordnung und eines zunehmend reaktionären, ultramontanen und absolutistischen Katholizismus an. Die Verurteilung der Politik Napoleons III. in Bezug auf die Kirchenstaaten durch Papst Pius IX. führte jedoch zu einer heftigen Polemik gegen das Kaiserreich, so dass die Zeitung am 30. Januar 1860 eingestellt wurde.
Um die Abonnenten von L’Univers weiterhin zu bedienen, erwarb Eugène Taconet, der die Zeitung seit dem 2. Juni 1857 besaß, die Zeitung La Voix de la Vérité, um daraus am 17. Februar 1860 Le Monde zu machen.

### Ralliement und Dreyfus-Affäre

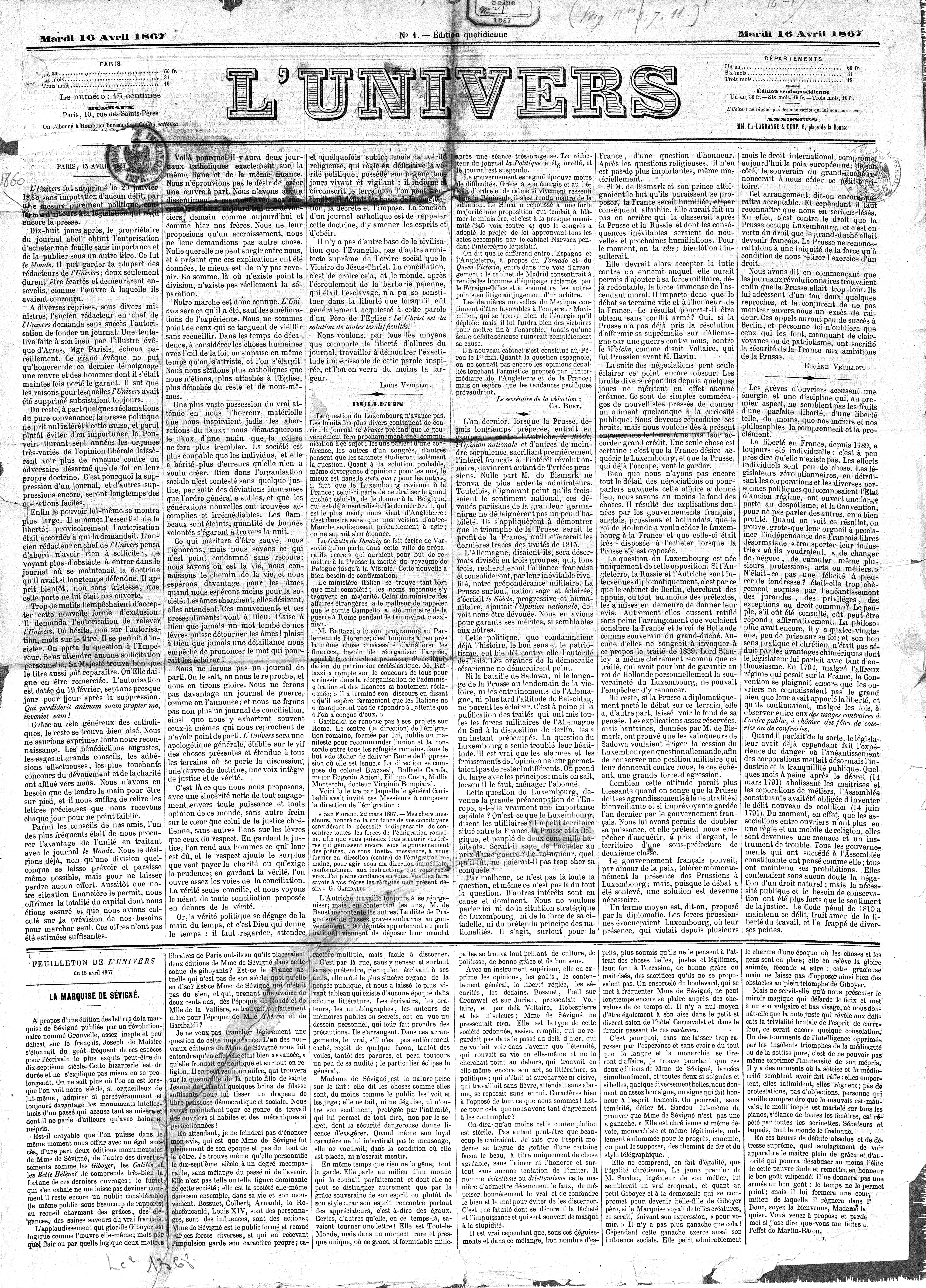
L’Univers vom 16. April 1867

Die Zeitung erschien am 16. April 1867 erneut. Bevor Louis Veuillot 1883 starb, wurde er 1879 gelähmt und übergab die Leitung der Zeitung an seinen Bruder Eugène. Unter dessen Leitung nahm das L’Univers ab 1883 die von Leo XIII. geforderte Politik des Beitritts zur Republik an. Die jüngere Schwester von Louis und Eugène, Élise Veuillot, verließ mit mehreren Journalisten L’Univers, um die Zeitung La Vérité (später La Vérité Française) zu gründen. 1907 wurde La Vérité von L’Univers geschluckt, das ihr seine Linie aufzwang. Während der Dreyfus-Affäre war L’Univers zunächst gegen Alfred Dreyfus eingestellt, aber weniger stark antisemitisch als La Croix, obwohl sie sich am vorherrschenden Antisemitismus beteiligte. Dann, als Henrys Fälschung im September 1898 entdeckt wurde, befürwortete die Zeitung die Wiederaufnahme des Prozesses und unterschied sich damit von La Croix, blieb aber dem Katholizismus treu. In L’Univers vom 10. Oktober 1899 legte Eugène Veuillot seinen Standpunkt dazu klar.

## Letzte Jahre
1912 wurde die Zeitung von Katholiken aufgekauft, die der rechtsextremen Action française nahestanden. Die Zeitung wurde 1914 wegen des Krieges eingestellt und erst im Juli 1917 als wöchentliche Sonntagszeitung unter der Leitung des Benediktiners Jean Martial Besse wieder aufgenommen, der die Redaktion Robert Vallery-Radot anvertraute. Interne Meinungsverschiedenheiten, Leser- und Kapitalmangel führten dazu, dass sich die Zeitung zu einer Monatszeitschrift entwickelte, bevor sie 1920 endgültig eingestellt wurde.